# Rajon Butscha
Der Rajon Butscha (ukrainisch Бучаньський район/Butschanskyj rajon; russisch Бучанский район/Butschanskyj rajon) ist ein ukrainischer Rajon mit etwa 350.000 Einwohnern. Er liegt in der Oblast Kiew und hat eine Fläche von 2558 km².

## Geographie
Der Rajon liegt zentral in der Oblast Kiew und grenzt Norden an den Rajon Wyschhorod, im Osten an die Stadt Kiew, im Süden an den Rajon Fastiw, im Westnorden an den Rajon Korosten (in der Oblast Schytomyr) sowie im Westen den Rajon Schytomyr (auch in der Oblast Schytomyr).

## Geschichte
Der heutige Rajon entstand am 17. Juli 2020 im Zuge einer großen Rajonsreform durch die Vereinigung der Rajone Borodjanka, Makariw, den nördlichen Teilen des Rajons Kiew-Swjatoschyn, den südwestlichen Teilen des Rajons Wyschhorod und der bis dahin unter Oblastverwaltung stehenden Städte Butscha und Irpin.

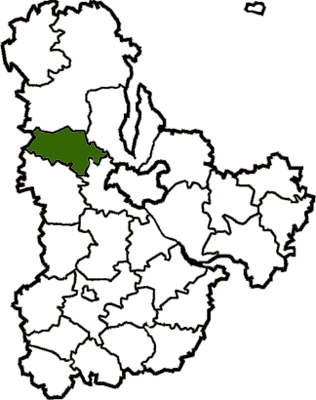
Rajon Borodjanka bis Juli 2020
Rajon Kiew-Swjatoschyn bis Juli 2020
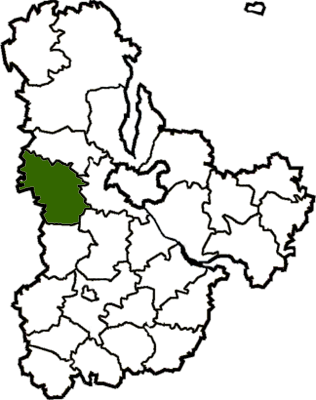
Rajon Makariw bis Juli 2020
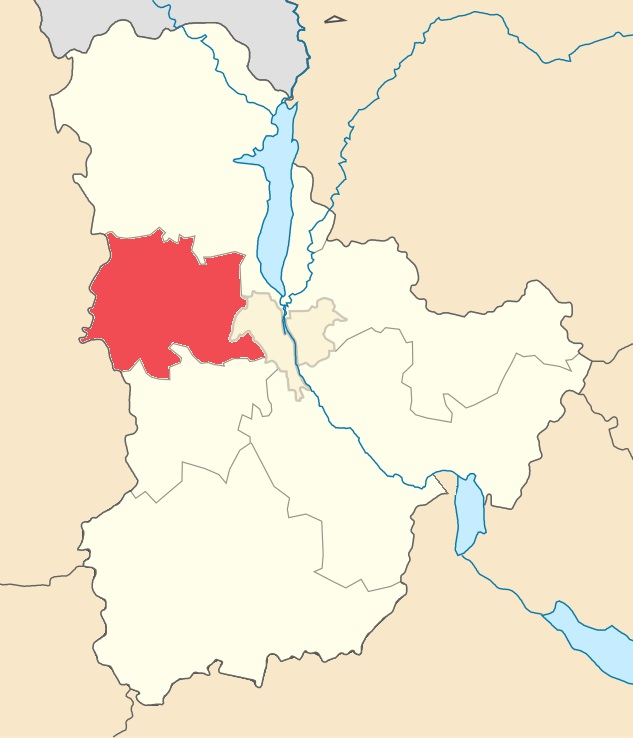
Rajonsgebiet ab Juli 2020

Die Region erlangte weltweite Bekanntheit aufgrund der von russischen Truppen verübten mutmaßlichen Kriegsverbrechen in Butscha, Irpin und weiteren Orten wie Andrijiwka während des russischen Überfalls auf die Ukraine im März 2022.

## Administrative Gliederung
Auf kommunaler Ebene ist der Rajon in 12 Hromadas (3 Stadtgemeinden, 6 Siedlungsgemeinden und 3 Landgemeinden) unterteilt, denen jeweils einzelne Ortschaften untergeordnet sind.
Zum Verwaltungsgebiet gehören:
- 3 Städte
- 8 Siedlungen städtischen Typs
- 130 Dörfer

Die Hromadas sind im Einzelnen:
- Stadtgemeinde Butscha
- Stadtgemeinde Irpin
- Stadtgemeinde Wyschnewe
- Siedlungsgemeinde Borodjanka
- Siedlungsgemeinde Hostomel
- Siedlungsgemeinde Kozjubynske
- Siedlungsgemeinde Makariw
- Siedlungsgemeinde Nemischajewe
- Siedlungsgemeinde Piskiwka
- Landgemeinde Bilohorodka
- Landgemeinde Dmytriwka
- Landgemeinde Borschtschahiwka